# الرصد الإعلامي
الرصد الإعلامي أو مراقبة وسائل الإعلام، هو نشاط مراقبة مخرجات وسائل الإعلام المطبوعة والإلكترونية والمسموعة، يعتمد على تحليل مجموعة متنوعة من المنصات الإعلامية من أجل تحديد الاتجاهات التي يمكن استخدامها لمجموعة متنوعة من الأسباب مثل الأغراض السياسية والتجارية والعلمية.
يمكن إجراؤها بطريقة منهجية من خلال مقارنة المحتوى المقدم في وسائل الإعلام مع المصادر الخارجية في محاولة للتحقق من الحقائق أو بطريقة أقل رسمية وتتطلب الوقت من قبل مجموعات مستقلة ونقاد وسائل الإعلام التي تهدف إلى التحقق من جودة ما هو متاح في وسائل الإعلام، خاصة فيما يتعلق بحرية الصحافة والتركيز على مفهوم مسؤولية المؤسسات الإعلامية، بشكل عام تركز مراقبة وسائل الإعلام على تطوير رؤى في مختلف المجالات لما يحدث بالفعل مع إيجاد التوازن لعدم المبالغة في تحليل بعض العوامل.

## في الأعمال
في المجال التجاري تتم عادة مراقبة الوسائط داخل الشركة أو بواسطة شركة خدمات مراقبة وسائل الإعلام التي يمكنها تقديم مثل هذه الخدمات على أساس الاشتراك.
تشمل الخدمات التي تقدمها شركات مراقبة وسائل الإعلام عادةً التسجيل المنهجي للبث الإذاعي والتلفزيوني ووسائل التواصل الاجتماعي والتلفزيون على شبكة الإنترنت وجمع قصاصات الصحف من منشورات وسائل الإعلام المطبوعة وجمع البيانات من مصادر المعلومات عبر الإنترنت. تتكون المواد التي يتم جمعها عادةً من أي مخرجات إعلامية تشير إلى العميل وأنشطته والموضوعات التي تهمه، تُعرف مراقبة مصادر المستهلك عبر الإنترنت مثل المدونات والمنتديات والشبكات الاجتماعية بشكل أكثر تحديدًا باسم مراقبة الطنين والتي تُعلم الشركة بكيفية نظر المستخدمين إلى خدمتها أو منتجها.
تتم معظم مراقبة وسائل الإعلام داخل وكالات العلاقات العامة الخاصة أو الشركات في قطاعات العلاقات العامة بالمنزل، سيتتبع المعلنون عدد المرات التي تم فيها ذكر الشركة في منصات مختلفة بما في ذلك المجلات والصحف والمدونات ووسائل التواصل الاجتماعي، يشار إلى هذه الإدخالات باسم "قصاصات" ويتم تجميعها في تقارير شهرية من قبل شركة العلاقات العامة ثم يتم تقديمها إلى العميل جنبًا إلى جنب مع التداول والانطباعات من هذه المنصات. الإعارة هي عدد المشتركين أو المشاهدين في المنصة ويتم حساب مرات الظهور بضرب التوزيع في ثلاثة، يتم حساب مرات الظهور لوسائل الإعلام المطبوعة فقط لأنه من المفترض أن يتم توزيع الوسائط المطبوعة بعد المشتركين الأصليين، تم حساب هذه الأرقام لتظهر للعميل عدد الأشخاص الذين وصلت رسالتهم تقريبًا.

## في العلوم الاجتماعية
غالبًا ما يتم نشر مراقبة وسائل الإعلام من قبل علماء الاجتماع للنظر في كيفية تقديم شيء ما في وسائل الإعلام المختلفة في جميع أنحاء العالم، غالبًا ما يبحثون عن التحيزات الشائعة في كيفية تصوير حدث ما في العديد  من أنواع الوسائط المختلفة، أتاح استخدام تقنيات المراقبة على نطاق واسع من قبل علماء الكمبيوتر استكشاف جوانب مختلفة من نظام الوسائط مثل تصور المجال الإعلامي والتحليل العاطفي والموضوعي لمحتوى الأخبار.
في عام 2021 أثبتت مراقبة وسائل الإعلام أنها مفيدة في إطلاق لقاح كوفيد-19؛ حيث سمحت لعلماء الاجتماع بتحليل المشاعر المحيطة باللقاحات بين السكان، لقد جمعوا معلومات من مقالات ومنشورات مختلفة على وسائل التواصل الاجتماعي من جميع أنحاء الإنترنت تتعلق باللقاحات مما ساعدهم على التقاط وتجميع الآراء المعقدة المختلفة للناس حول التطعيمات، كما ساهم تفاعل وسائل التواصل الاجتماعي مثل الإعجابات والتعليقات وإعادة التغريد، ساعدت في الدراسة في توضيح ما إذا كانت إحدى المشاركات تتفق مع رأي عموم السكان أم لا.

## التقنيات المشاركة
يتم تحقيق مراقبة الوسائط عمليًا من خلال مجموعة من التقنيات؛ بما في ذلك تسجيل الصوت والفيديو والماسحات الضوئية عالية السرعة وبرامج التعرف على النص والقراء والمحللين البشريين، إن أتمتة العملية أمر مرغوب فيه للغاية ويمكن تحقيقه جزئيًا من خلال نشر تقنيات التنقيب عن البيانات والتعلم الآلي، تقوم هذه التقنيات بتجميع البيانات وفهرستها من جميع أنواع مواقع الوسائط عبر الإنترنت مثل تويتر وانستقرام و رديت مما يسمح للمستخدم بالبحث عن بيانات محددة على هذه المواقع؛ مثل العلامات التجارية والإشارات والآراء بطريقة أكثر انسيابية وبساطة.
غالبًا ما تشتري فرق العلاقات العامة هذه الأدوات عبر الإنترنت مقابل علاوة لأنها مهمة لعملهم وتساعد في تسهيل الأمر كثيرًا. تشمل أدوات البرامج المدفوعة الشائعة ما يلي:
- تنبيهات توك ولكلر
- تنبيهات جوجل
- هووتسوت
- الباحث الاجتماعي

توجد أيضًا إصدارات مجانية من هذه الأدوات بقدرات أقل وتم إنشاؤها لمزيد من الحالات العرضية لمراقبة الوسائط.

## أنظر أيضا
- وسائل التواصل الاجتماعي